# Vossbrücke

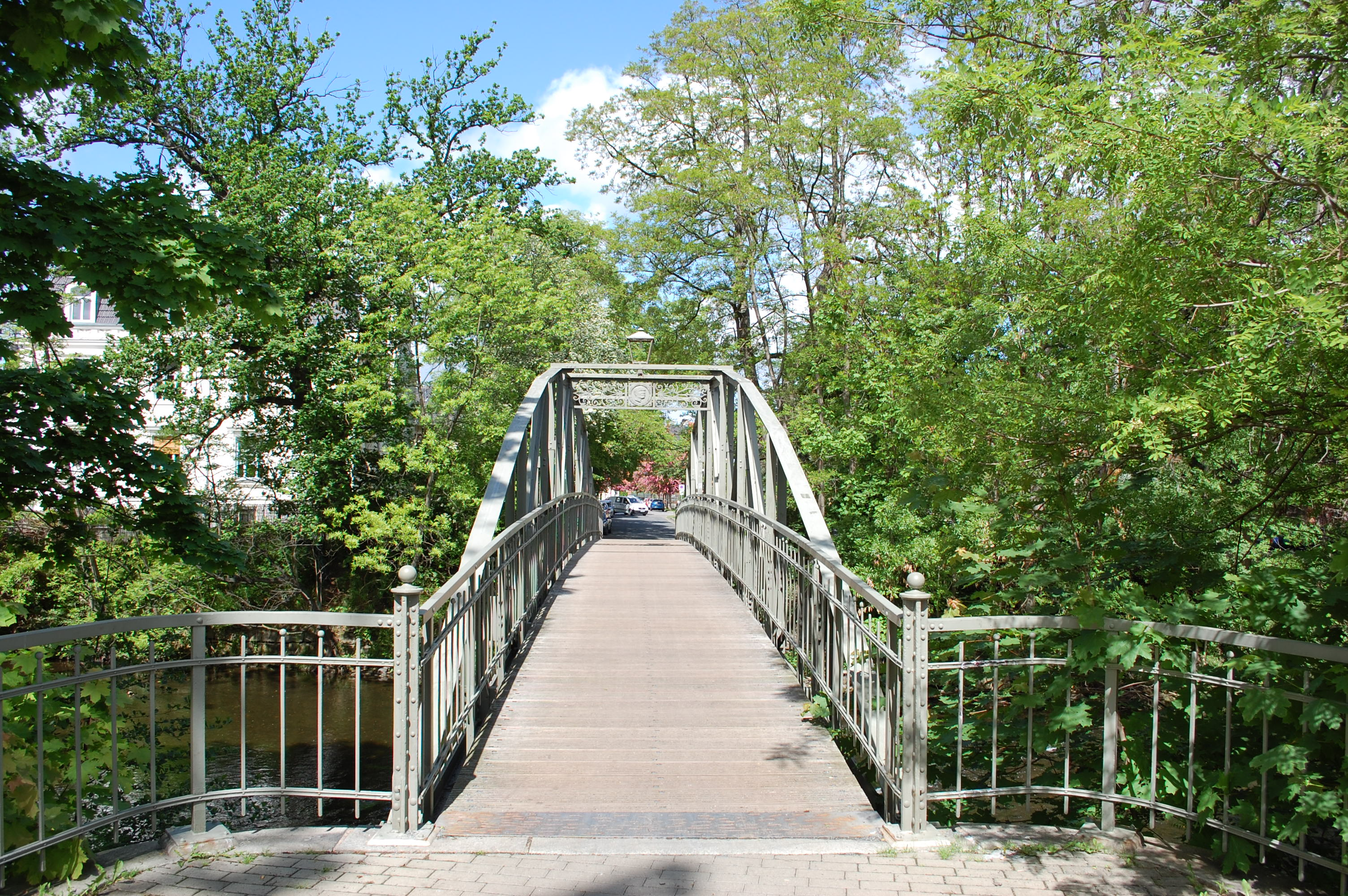
Vossbrücke, Blick vom Ostufer

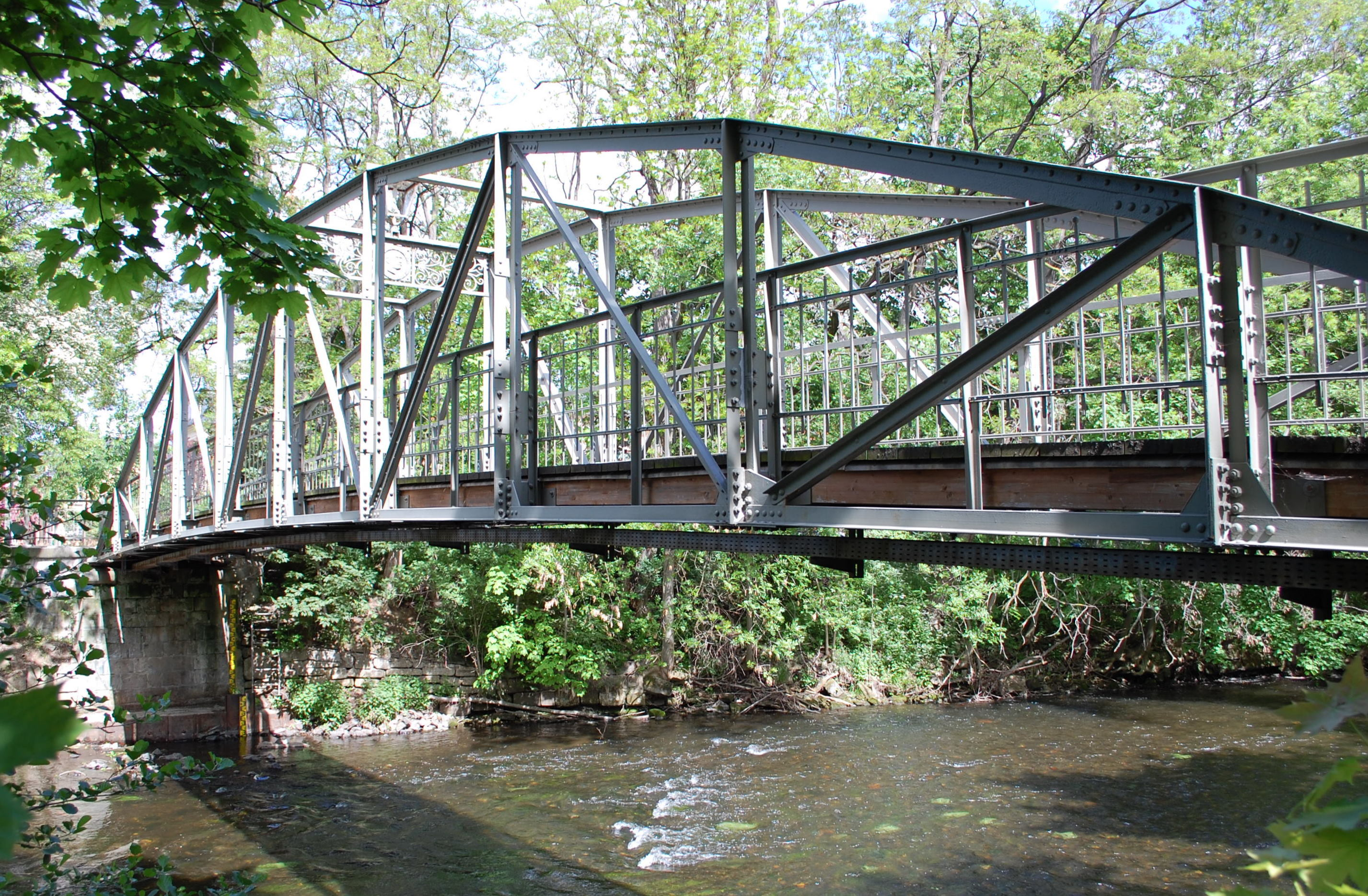
Blick auf die Brücke aus südöstlicher Richtung

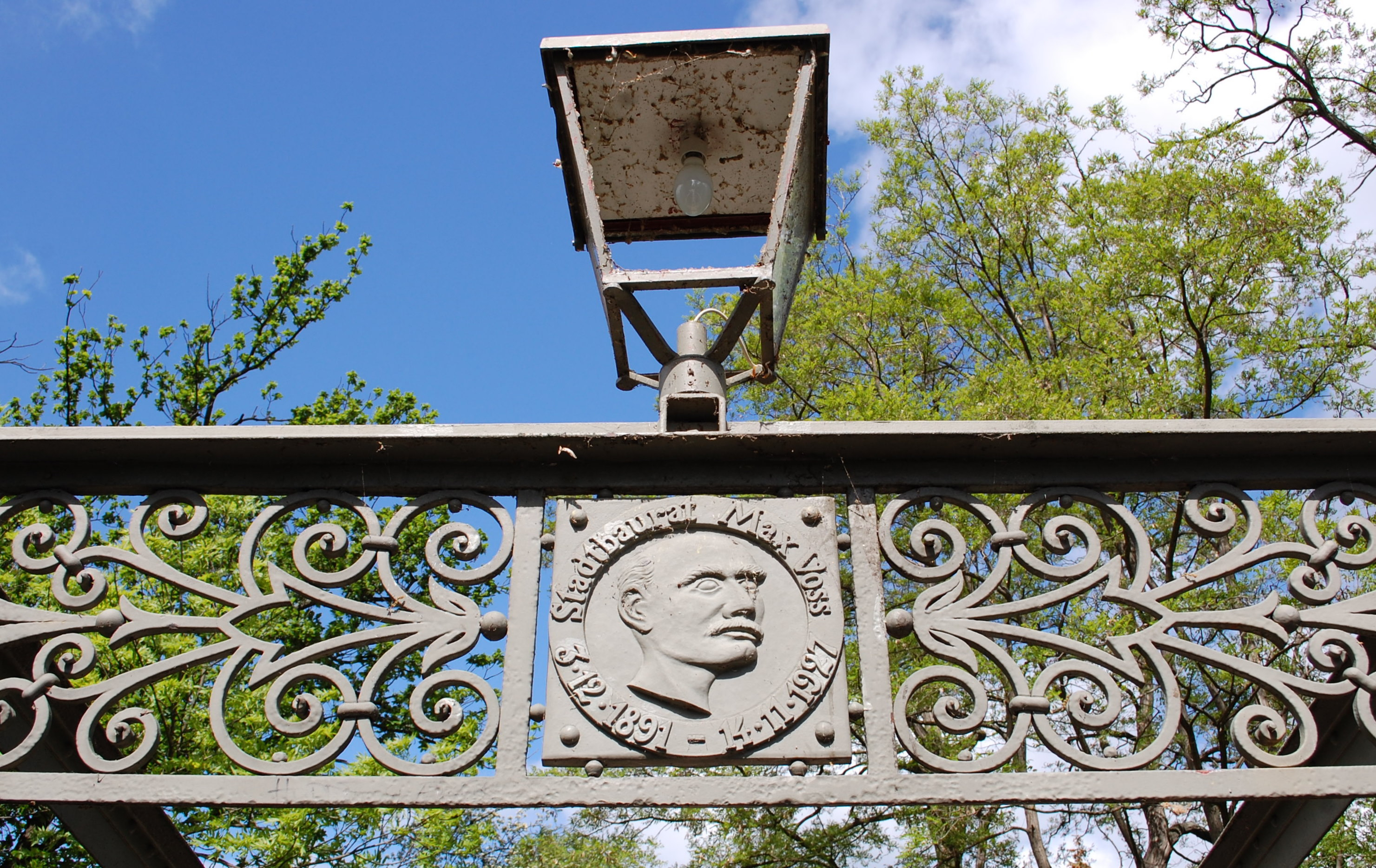
Porträt im Ziergitter oberhalb der Brücke

Die Vossbrücke ist eine denkmalgeschützte Fußgängerbrücke über die Bode in Quedlinburg in Sachsen-Anhalt.

## Lage
Sie verbindet, östlich der Quedlinburger Innenstadt gelegen, die Rathenaustraße rechts der Bode mit der Amelungstraße links der Bode. Benannt wurde sie nach dem Quedlinburger Baustadtrat Max Voss (1863–1927), der von 1891 bis 1927 in Quedlinburg amtierte. In der Nähe des Westendes der Brücke befindet sich die gleichfalls denkmalgeschützte Villa Amelungstraße 1.

## Architektur und Geschichte
Die Brücke entstand 1902, nach anderen Angaben um 1910, als einfeldrige Bogenbrücke. Mit der Brücke wurde eine fußläufige Verbindung von der Quedlinburger Innenstadt zu den südöstlichen Stadterweiterungsgebieten geschaffen. Die Ausführung der Brücke erfolgte als Eisenfachwerkkonstruktion.
Im Jahr 1927, dem Todesjahr von Max Voss, wurde die Brücke dann Voss gewidmet. Die Brücke erhielt, wohl 1929, ein in der Mitte der Brücke angebrachtes, die Brücke überspannendes Ziergitter mit einem Portraitrelief des ehemaligen Stadtbaurates, samt der auf ihn verweisenden Inschrift Stadtbaurat Max Voss 3.12.1891 - 14.11.1927. Auf der anderen Seite des Porträts findet sich die Bezeichnung Vossbrücke. Bekrönt wird das Ziergitter von einer Lampe im Stil des Expressionismus. Die Kunstschmiedearbeiten wurden vom Schlossermeister Rinkenberg ausgeführt. Das Porträt fertigte die Firma Franz Jenrich.